# Cecil Moore (Gewichtheber)
Cecil Moore (geb. 1. November 1929) war ein guyanischer Gewichtheber.

## Sport
Er trat bei den Olympischen Spielen 1952 in London im Halbschwergewicht an. In seiner Gewichtsklasse bis 82,5 kg belegte er den 17. Platz.